# Агаев, Сергей Иванович
Сергей Иванович Агаев (27 декабря 1910 — 26 сентября 1962) — советский инженер-нефтяник. Лауреат Сталинской премии (1950).

## Биография
Сергей Агаев родился в 27 декабря 1910 года. В 1953 году окончил Грозненский нефтяной институт. В 1935—1938 годах работал бурильщиком, буровым мастером, заместителем директора конторы бурения треста «Лениннефть» в городе Баку. В 1940—1941 годах занимал должности заместителя начальника технического отдела, начальника ОКС, заместителя начальника Главнефтедобычи восточных районов Наркомтяжпрома СССР. В 1941—1942 годах — начальник Куйбышевнефтекомбината. В 1942—1944 годах — заместитель начальника Главнефтегаза, начальник управления Главгазтоппрома. В 1944—1946 годах — старший инженер, заместитель начальника отдела Наркомнефти СССР. С 1946 по 1951 год работал главным инженером Главвостокнефтеразведки Минвостокнефтедобычи СССР. В 1951—1962 годах занимал должности главного инженера проекта Гипронефтемаша, главного инженера, начальника сектора ВНИИБТ.
Умер 26 сентября 1962 года при исполнении служебных обязанностей. Похоронен на Армянском кладбище.

## Награды и премии
- Сталинская премия третьей степени (1950) — за открытие нового крупного нефтяного месторождения[4]
- орден Трудового Красного Знамени (1942)[5]